# Poiana Cristei
Poiana Cristei es una comuna ubicada en el distrito de Vrancea, Rumania.

## Superficie
Posee una superficie de 53,56 kilómetros cuadrados.

## Demografía
Hasta 2021 la población era de 2618 habitantes, con una densidad de población de 48,88 habitantes por kilómetro cuadrado.